# 20947 Polyneikes
20947 Polyneikes (2638 T-2) là một thiên thể Troia của Sao Mộc.